# カケフくんのジャンプ天国 スピード地獄
『カケフくんのジャンプ天国 スピード地獄』（カケフくんのジャンプてんごくスピードじごく）は、ビック東海が1988年7月22日に発売したファミリーコンピュータ用のアクションゲーム。ゲーム発売当時に活躍していた人気子役のカケフくんが主人公に起用されている。
北米では『Kid Kool』というタイトルで発売されている。

## 概要
実在の芸能人をモチーフにしたキャラクターが登場するタレントゲームで、主人公のカケフくんを操作してゲームを進めていく。ゲームのジャンルとしては、一人プレイ用の横スクロールアクションゲームで『ジャンプ天国 スピード地獄』のタイトルが示す通りジャンプと高速移動を売りにしている。さらに、ゲームをどれだけ早くクリアしたかによってゲームの結末が変化する点も特徴である。
難易度は非常に高く、『ゲームセンターCX』（2003年 - ）にて挑戦した際に超難関ソフトとして名を馳せる『高橋名人の冒険島』（1986年）を超えると称された。さらに、最低でも3時間以内に全ステージをクリアしないと、グッドエンディングが見られないという厳しい仕様となっている。

## ストーリー
舞台はアフリカの東のはずれ、地図にも載っていない小国である「ポコニョッコリ王国」。ポコニョッコリ王国は小さいながらも豊かで平和な国であったが、あるとき国王であるポコニョッコリ5世が病気になってしまう。国王の病気を治すには、危険な仕掛けや猛獣たちが蔓延る「シビレタ連邦共和国」に生えている7つの薬草が必要だが、平和な生活に慣れてしまったポコニョッコリ王国の国民たちには手が出せないでいた。
そのさなか、夏休みの特番ロケのためにアフリカに向かっていた日本の人気子役・カケフくんが乗る飛行機が墜落し、命からがらポコニョッコリ王国に辿り着く。その噂を聞いた王様と侍従長はカケフくんを「王様を救いに空からやって来た勇者」だと思い込み、協力を依頼する。三日以内に7つの薬草を集めないと王様の命が危ないと知らされたカケフくんは、王様を救うために一人旅立つのだった。

## ゲームの内容
できるだけ早い時間で全ステージクリアを目指すタイムアタック要素のあるアクションゲームとなっており、プレイ中は常に画面上部に累計プレイ時間が表示されている。設定上では、実時間での1時間がゲーム内の1日に設定されており、時間経過に応じて空の色が変化したりする。基本的には、ゲーム内での3日間＝実時間での3時間以内に全ステージクリアを目指すのが目標となる。
ダッシュによる移動とジャンプが基本操作となっており、ダッシュ中は一定以上の速度を保ったまま勢いよく水面に突っ込むことで、水切りのように水面を跳ねることのできる「水面ホップ」というアクションも存在する。ジャンプは段差を飛び越えたりするのに使うだけでなく、敵を踏みつけることで攻撃にも使うことができる。
道中では様々な敵やギミックが登場し、カケフくんの行く手を阻む。一方で時にはアイテムが手に入ることがあり、入手するとゲームを有利に進めることができるようになる。特に、本作唯一の味方キャラクターである「ウィッキー君」は敵に投げつけることで攻撃に使ったり、所持している間は敵の攻撃を一度だけ防いでくれたりするなど、攻守において重要な存在となる。
穴や水中に落下したり、ウィッキー君を所持していない状態で敵に接触したりするとミスとなり、残機を一つ失う。残機は特定のアイテムやステージクリア時のボーナスゲームで増やす事ができるが、残機が無い状態でミスをするとゲームオーバーとなる。また、ゲームクリアについては最終ステージをクリアするまでにかかった時間によって結末が変化するマルチエンディング式となっている。
　

### ステージ
主人公であるカケフくんの目的は、決められた時間内に各ステージをクリアし、7つの薬草を集めることである。ゲームは7つのラウンド(エリア)で構成されており、一つのラウンドには3つのステージが存在する。各ラウンドの最終ステージには薬草を守るボスが存在する。なお各ステージ名と、ステージに対応する薬草は以下の通りである。
- ラウンド1：ニョコポリ地方(ニョコポリ草)
- ラウンド2：風穴山(風穴茸)
- ラウンド3：エレジートンネル(エレジーフラワー)
- ラウンド4：ビビンバ砂漠(ビビンバもどき)
- ラウンド5：クラウドパラダイス(クラウンドコットン)
- ラウンド6：パイポシティ(パイポポ)
- ラウンド7：シビレタベース(シビレタハーブ)

## 登場人物
カケフくん
本作の主人公で、プレイヤーキャラクター。1980年代にテレビなどで活躍していた人気子役で、実在の人物。
夏休みの特番ロケのために偶然アフリカを訪れていた最中で、ひょんなことからポコニョッコリ王国の王様を助けるために冒険することになる。
ポコニョッコリ5世
ポコニョッコリ王国の王様。病気に臥せっており、3日以内に7つの薬草を煎じて飲まないと命が危うい状態だが、本人は非常にのんきな性格。
ゲームオーバー後のコンテニュー時には、死亡して幽霊になったカケフくんを生き返らせてくれる役割もある。
侍従長
ポコニョッコリ王国の侍従長。眼鏡に短パン姿をした小太りの男性で、王様の相談役を務める。
「遠い東の国のスーパー・ボーイが舞い降りた」という噂を聞き、カケフくんに協力を依頼する。
ウィッキー君
本作唯一の味方キャラクター。入手するとカケフくんの背中にくっついてゲームのサポートしてくれる。

## スタッフ
- プロデューサー：藤原明、曽我栄蔵
- SFXスーパーバイザー：PETIT DEVIL SHOTARO（すずきしょうじ）
- メイン・プログラマー：BIG HIT MACHIYA
- タイトル・プログラマー：TOKIJIRO（河村知彦）
- マップ・アーティスト：SANO YAN（佐野まゆみ）
- マップ・プランナー：SUGI SAKU
- キャラクター・デザイナー：PROFESSOR TOSHI（はせがわとしひさ）
- 音楽：蓮谷道治
- レスポンシビリティー：BIGFOOT SHIJOH（四条いくお）
- ディレクター：DARK SIDE TOSHI（はせがわとしひさ）

## 評価
- ゲーム誌『ファミコン通信』の「クロスレビュー」では、5・6・6・4の合計21点（満40点）[6][3]、レビュアーの意見としては、「クリアーしたときの喜びっていうのが一切味わえないゲーム」などと評されている[6]。

- ゲーム誌『ファミリーコンピュータMagazine』の読者投票による「ゲーム通信簿」での評価は以下の通りとなっており、17.74点（満30点）となっている[1]。

| 項目 | キャラクタ | 音楽 | 操作性 | 熱中度 | お買得度 | オリジナリティ | 総合  |
| 得点 | 3.38       | 2.95 | 2.91   | 2.85   | 2.75     | 2.90           | 17.74 |

- ゲーム本『仰天B級ゲームの逆襲』（1998年、二見書房）では下記の評価を下しており、「操作性の悪いマリオもどき」、「グラフィックはそこそこキレイ」、「いったいなぜカケフくんなのか? カケフくん目当てにソフトを買う人間がいるのか? 謎は深まるばかり」と評している[5]。

| 項目 | イマウケ度 | カルト度 | グラフィック | オリジナリティー | ハラダチ度 | インパクト |
| 得点 | 星3 / 5    | 星2 / 5  | 星2 / 5      | 星4 / 5          | 星5 / 5    | 星3 / 5    |